# Uhersko (Ukraine)
Uhersko (ukrainisch Угерсько; russisch Угерско Ugersko, polnisch Uhersko) ist ein Dorf in der westukrainischen Oblast Lwiw mit etwa 1200 Einwohnern. Seit 2020 ist sie Teil der Stadtgemeinde Stryj, vorher war es eine eigenständige Landratsgemeinde.

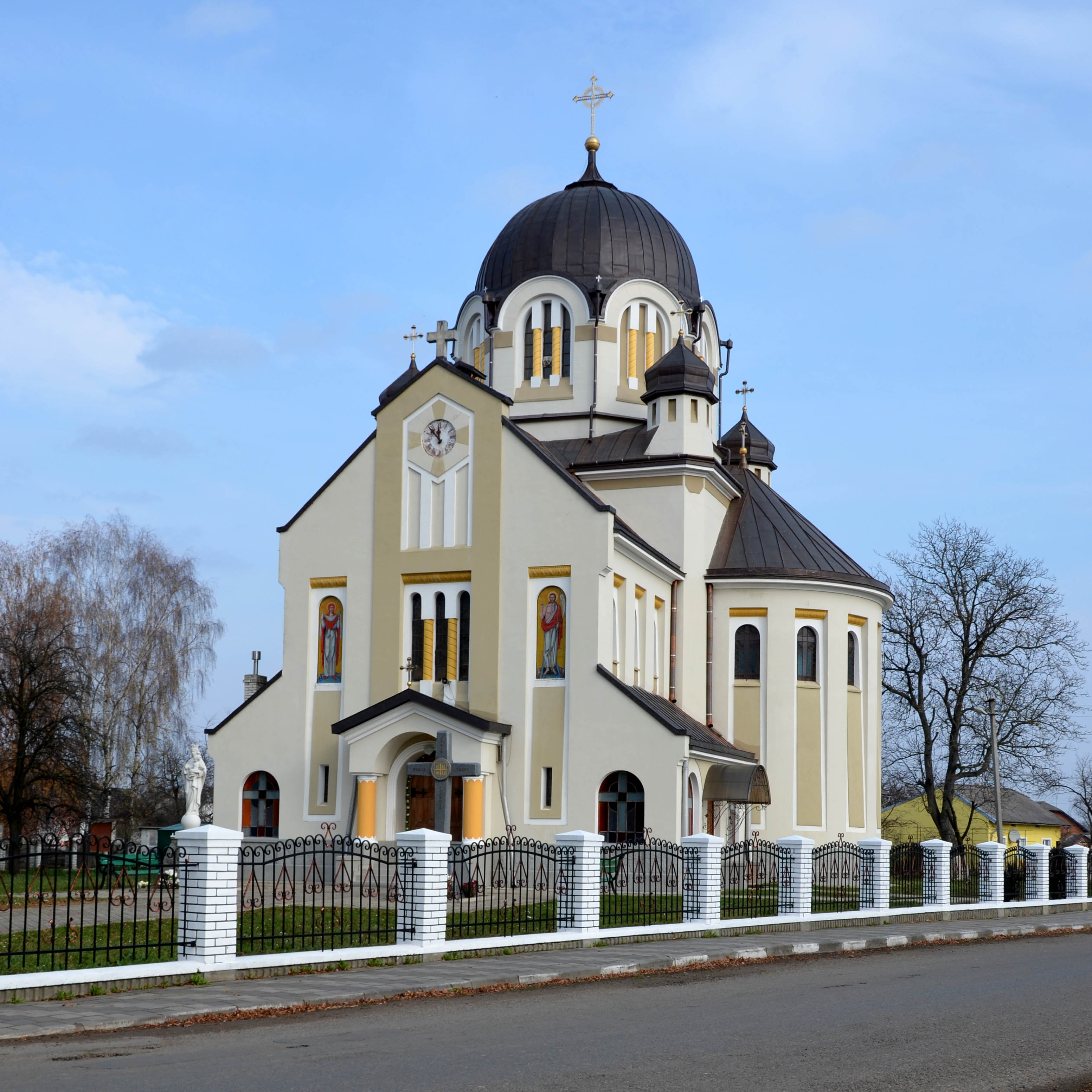
Auferstehungskirche, Architekt Oleksandr Luschpynskyj

## Geschichte
Das königliche Dorf in der Starostei von Stryj wurde im Jahr 1427 erstmals erwähnt. Der Ortsname ist von der ukrainischen Bezeichnung für die Magyaren abgeleitet.
Bei der Ersten Teilung Polens kam das Dorf 1772 zum neuen Königreich Galizien und Lodomerien des habsburgischen Kaiserreichs (ab 1804). Ab den 1830er Jahren gehörte der Ort zu Piotr Romaszkan, aus einer reichen Familie armenischer Herkunft, der wahrscheinlich den bis heute erhaltenen Gutshof im Dorf baute.
Im Jahre 1900 hatte die Gemeinde Uhersko 138 Häuser mit 768 Einwohnern, davon waren 758 Ruthenischsprachige (Ukrainischsprachige), 94 Deutschsprachige, 33 Polnischsprachige, 749 waren griechisch-katholischer, 25 römisch-katholischer, 19 israelitischer Religion, 90 anderen Glaubens.
Nach dem Ende des Ersten Weltkriegs 1918 und dem Zusammenbruch der k.u.k. Monarchie kam die Gemeinde zu Polen. 1937 zählte die evangelische Filialgemeinde von Stryj in Uhersko 100 Seelen.
Zu Beginn des Zweiten Weltkriegs gehörten die Gemeinden nach der sowjetischen Besetzung Ostpolens zunächst zur Sowjetunion und nach dem Überfall der Wehrmacht auf die Sowjetunion ab 1941 zum Generalgouvernement. 1945 kam die Ortschaft wieder zur Ukrainischen SSR innerhalb der Sowjetunion und nach deren Zerfall 1991 zur unabhängigen Ukraine. In den Jahren 1947 bis 1993 hieß das Dorf Яблунівка Jabluniwka.